# Лувсандандарын Хангай
Лувсандандарын Хангай (род. 1956, Улан-Батор, Монгольская Народная Республика) — монгольский государственный деятель. Посол Монголии в Российской Федерации с 2006 по 2008 год, личный представитель президента Монголии по взаимодействию с Россией.

## Биография
Лувсандандарын Хангай родился в 1956 в Улан-Баторе, его отец работал в посольстве МНР в СССР.
В конце 80-х годов Лувсандандарын Хангай учился в московской Высшей партийной школе, был исполнительным директором гостиницы «Чингисхан» в столице МНР.
В 2006 году стал послом Монголии в России, в 2008 году покинул этот пост. Позже занимал должность личного представителя президента Монголии по взаимодействию с РФ.

## Награды
- Орден Дружбы (22 января 2010 года, Россия) — за большой вклад в укрепление российско-монгольского сотрудничества[3].